# Claude-Jean-Baptiste Dodart
Pour les articles homonymes, voir Dodart.
Claude-Jean-Baptiste Dodart, né en 1664 et mort le 25 novembre 1730 à Paris, fut premier médecin du roi Louis XV,  surintendant des eaux minérales et conseiller d'État.

## Enfance et formation

### Famille scientifique de Paris
Claude-Jean-Baptiste Dodart, dit Jean-Baptiste, naît à Paris en 1664 de Denis Dodart et de Marie Bouland. Il a par ailleurs une sœur, Marguerite-Angélique, née en 1667. Marie Bouland meurt en 1670. Sa sœur devient pensionnaire au monastère janséniste de Port-Royal.
La famille Dodart habite rue Sainte-Croix-de-la Bretonnerie, dans le quartier du Marais à Paris. Ils possèdent une très riche bibliothèque.

### Études de médecine
Dodart suit le modèle de son père et entreprend des études de médecine à la Faculté de médecine de Paris. Le 30 janvier 1687 sur proposition du docteur Jean Hamon, proche ami de la famille, il soutient une thèse au sujet provocant : « Dans la multitude de ceux qui se disent médecins, combien sont dignes de ce titre ? ». Il est reçu docteur en médecine en 1688.
Denis Dodart, son père, meurt le 5 novembre 1707. Il l'enterre en l'église Saint-Germain-l'Auxerrois, face au palais du Louvre. Un an plus tard il y célèbre le mariage de sa sœur Marguerite-Angélique avec Guillaume Homberg, académicien botaniste d'origine hollandaise et premier médecin du duc d'Orléans.

## Carrière de médecin

### Médecin à la Cour
La princesse de Conti le prend comme médecin. « C'était un fort honnête homme, de mœurs bonnes et douces, éloigné de manèges et d'intrigues, d'esprit et de capacité fort médiocres, et modeste. Il était fils d'un très savant et fort saint homme, qui avait été médecin du prince et de la princesse de Conti Martinozzi, et qui l'était demeuré jusqu'à sa mort de la princesse de Conti fille du Roi, qui avait toujours grande envie de le chasser de la Cour pour son grand attachement à Port-Royal, sans avoir jamais pu trouver prise sur la sagesse de sa conduite. Mme la princesse de Conti, qui avait en lui toute confiance indépendamment de celle de sa santé et qui ne faisait presque que de le perdre, porta son fils à la place de premier médecin. », écrit Saint-Simon dans ses Mémoires.
En 1693, Jean-Baptiste Dodart reçoit la charge de médecin de la suite de la cour. Philippe II, duc d'Orléans, le prend comme médecin en 1707, sous la direction de Guillaume Homberg. Il obtient le même emploi auprès du duc de Bretagne, puis l'année suivante auprès des ducs de Bourgogne et de Berry,. Il hérite en outre de son père de la charge de médecin de l'École militaire de Saint-Cyr. 
Le futur Louis XV naît en 1710. Louis Poirier devient alors son médecin attitré. En 1711, Dodart devient médecin des enfants de France sous la direction du Premier médecin du roi Guy-Crescent Fagon. Ce dernier est académicien et chercheur-botaniste au Jardin royal des plantes médicinales et ancien collaborateur de Denis Dodart.
Le 7 novembre 1711, Dodart assiste à la lithotomie du comte de Toulouse, fils bâtard de Louis XIV et de madame de Montespan, qu'opère George Mareschal. Le comte est guéri de la pierre, et Dodart reçoit en cadeau, « un riche cabaret à café garni de toutes sortes de pièces enrichies d'or ». Il est également présent à la mort du Roi-Soleil, le 1er septembre 1715.

### Premier Médecin de Louis XV

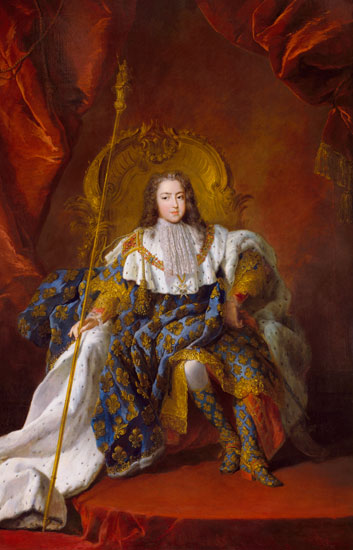
Louis XV par Alexis Simon Belle, 1723, château de Versailles

À la mort du roi en septembre 1715. Louis Poirier continue de suivre Louis XV et devient le Premier médecin du roi. Mais il meurt subitement le 30 mars 1718 . Saint-Simon explique dans ses Mémoires que le Régent veut se prémunir contre toute accusation quant à la désignation du successeur à cette charge sensible : « Poirier, premier médecin du Roi, mourut presque subitement. M. le duc d'Orléans déclara aussitôt au duc du Maine et au maréchal de Villeroy qu'ils pouvaient lui choisir un successeur, qu'il ne voulait s'en mêler en aucune façon ; qu'il approuverait leur choix quel qu'il fût ; qu'il donnait seulement l'exclusion à deux hommes, à Chirac pour l'un, à Boudin pour l'autre [...] ». Jean-Baptiste Dodart, médecin des enfants de France et connu à la cour pour sa probité est ainsi désigné Premier médecin du roi le 6 avril 1718. 
Jean-Baptiste Dodart vit à la cour en parfaite intelligence avec Georges Mareschal, devenu Premier chirurgien. Le 7 février 1723, le jeune Louis XV souffre d'une indigestion, et quelques rougeoles apparues sur le corps font craindre la variole. Le premier médecin Dodart ordonne une saignée. Un purgation administrée le 10 rétablit complètement le Roi. 
On a de Dodart des notes sur l'Histoire générale des drogues de Pierre Pomet, parut en 1694. 

### Rivalité avec Pierre Chirac
Louis XV a alors 8 ans, c'est l'époque de la Régence (1715-1723). La cour est de retour à Paris, au Palais Royal et est dirigé par Philippe d'Orléans. Pierre Chirac a succédé à Guillaume Homberg comme son premier médecin, l'ayant suivi en Languedoc lorsqu'il allait commander l'armée d'Italie.
À la mort de Guy-Crescent Fagon le 11 mars 1718, Pierre Chirac obtient en outre le titre de Surintendant du Jardin royal des plantes, normalement dévolu au Premier médecin du roi. Saint-Simon en explique la raison dans ses Mémoires : « Poirier n'avait pas eu le temps, depuis la mort de Fagon, de prendre la direction du Jardin des simples. Je fus surpris que Chirac vint un matin chez moi, car je ne crois pas qu'alors je lui eusse jamais parlé ni presque rencontrer. Ce fut pour me prier de lui faire donner cette direction. Il me dit qu'avec le bien qu'il avait, et en effet il était extrêmement riche, ce n'était pas pour augmenter son revenu, mais au contraire pour y mettre du sien. Il me peignit si bien l'extrême abandon de l'entretien de tant de plantes curieuses et rares et de tant de choses utiles à la médecine, qu'on devait avoir soin d'y démontrer et d'y composer, qu'un premier médecin, tout occupé de la cour, ne pouvait maintenir dans la règle, encore moins les réparer au point où tout y était tombé, qu'il me persuada que l'utilité publique demandait qu'un autre en fut chargé. Il ajouta que, par devoir et par goût, il prendrait tout le soin nécessaire au rétablissement et à l'entretien et au bon ordre d'un lieu qui, tenu comme il devait l'être, honorait la capitale, et instruisait médecins, savants et curieux ; qu'il serait plus à portée que nul autre d'y faire venir de toutes parts et élever les plantes les plus intéressantes et les plus rares, par les ordres de M. le duc d'Orléans, tant de choses enfin, que je lui demandai seulement pourquoi, ayant la confiance de son maître, il ne s'adressait pas directement à lui. Il m satisfit là-dessus, car il avait beaucoup de langage, d'éloquence, de tour, d'art et de finesse. C'était le plus savant des médecins de son temps, en théorie et en pratique, et, de l'aveu de tous ses confrères et de ceux de la première réputation, leur maître à tous, devant qui ils étaient tous en respect comme des écoliers, et lui avec eux en pleine autorité, comme un autre Esculape. C'est ce que personne n'ignorait ; mais ce que je ne sus que depuis et ce que l'expérience m'apprit aussi dans la suite, c'est que l'avarice le rongeait en nageant dans les biens ; que l'honneur, la probité, peut-être la religion lui étaient inconnus et que son audace était à l'épreuve de tout. Il sentait que son maître e connaissait, et qu'il voulait s'appuyer auprès de lui de qui ne le connait pas pour emporter ce qu'il désirait et qu'il n'osait espérer de soi-même. J'en parlai deux jours après à M. le duc d'Orléans, qui me l'accorda après quelque résistance. Oncques depuis n'ai-je ouï parler de Chirac ; mais, ce qu'il fit de pis, c'est qu'il ne mit rien au Jardin des simples, n'y entretint quoi que ce soit, en tira pour soi la quintessence, le dévasta, et en mourant le laissa en friche, en sorte qu'il fallut le refaire et le rétablir comme en entier. »
À la mort de Dodart, en 1730, il lui succède comme Premier médecin de Louis XV. Mais il ne jouit pas longtemps de cette position car meurt deux ans plus tard, en 1732. 

### Surintendant général des Eaux minérales
En devenant Premier médecin, Dodart obtient aussi la charge de Surintendant des Eaux minérales,. Les eaux minérales, ou eaux thermales, sont en effet à cette époque étudiés par l'Académie royale des sciences et distribuées pour leur vertus thérapeutiques.

Représentation des vertus des eaux minérales sous Louis XV
Portrait de Louise Henriette de Bourbon en Hébé, de Jean-Marc Nattier, 1750, Metropolitan Museum of Art, New York.
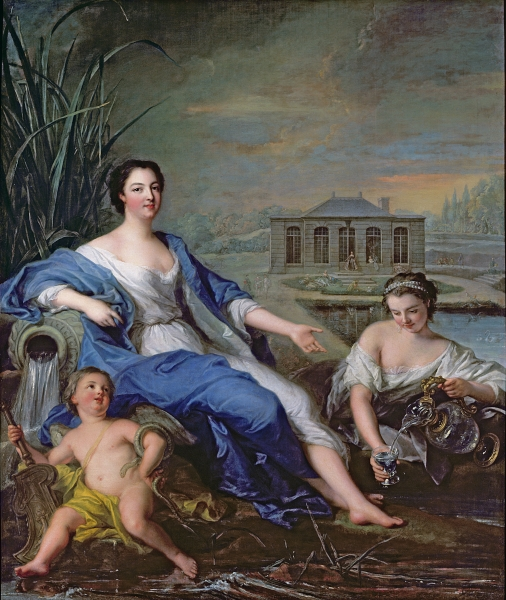
Portrait de Mademoiselle de Clermont aux eaux minérales de Chantilly, par Jean-Marc Nattier, 1729, Musée Condé, Chantilly.
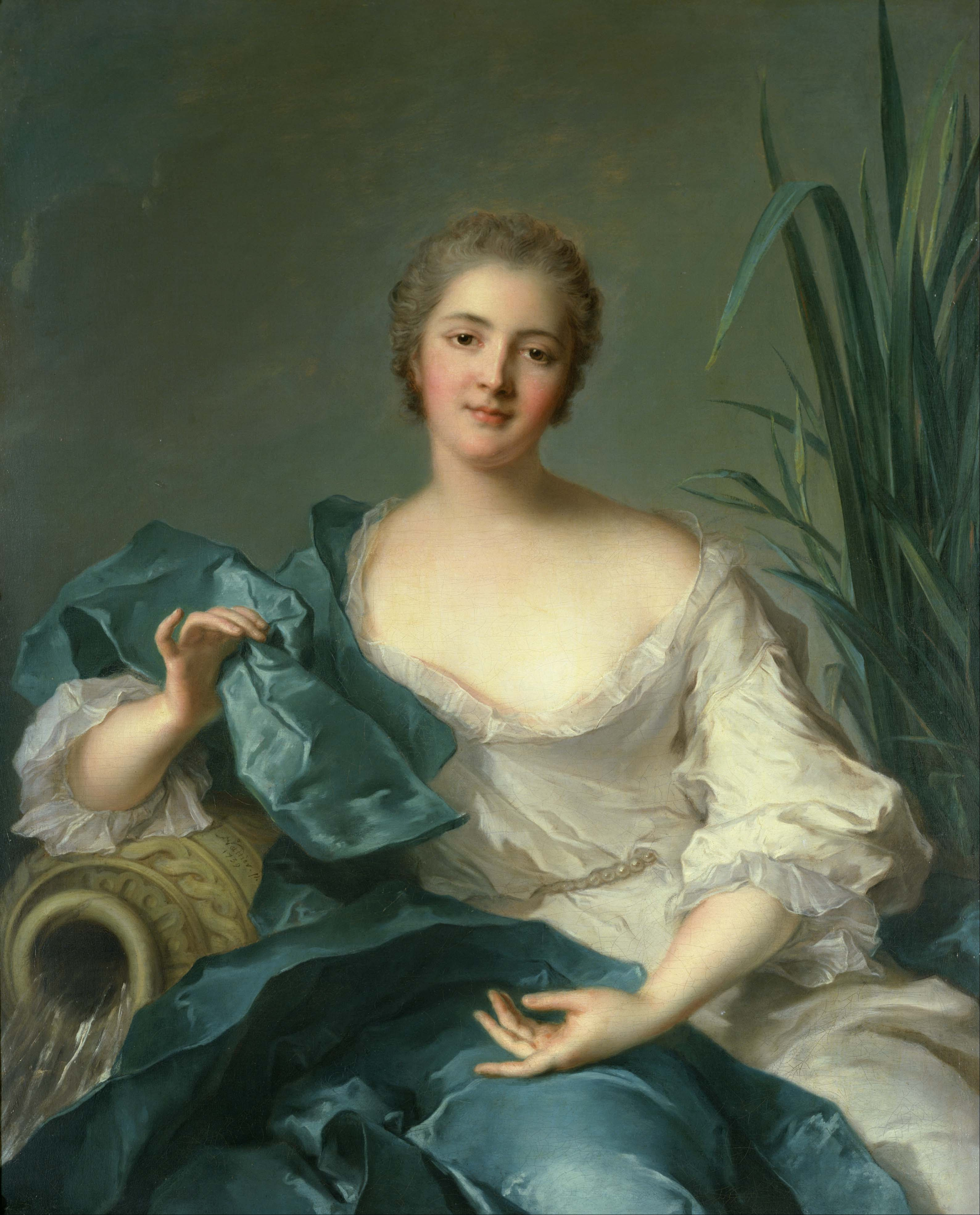
Portrait de Madame Marie-Henriette Berthelot de Pléneuf, de Jean-Marc Nattier, 1739, Musée national de l'art occidental, Tokyo.

## Vie privée

### Famille
Jean-Baptiste Dodart se marie à Marguerite Le Picard, puis à sa mort après la naissance de son premier enfant à Anne-Louise-Denis du Choiselle. Ils résident à Paris rue des Poulies puis dans le quartier de la paroisse Saint-Roch. En 1732, est publiée la liste des ouvrages de sa bibliothèque. Plus de 2000 livres sont recensés,. 
Dodart est anobli en mai 1720. Son emblème est d'azur au sautoir d'argent cantonné de quatre besants d'or,,. On peut émettre l'hypothèse que comme pour les armes parlantes de la maison de Médicis les besants évoquent des pilules de médecin, et donc le métier de Dodart, tandis que les couleurs renvoient aux armoiries du royaume de France. 
Il touche en 1711 8 000 livres de pension. Puis, en 1723, après la mort de Philippe d'Orléans, 9 000 livres de pension auxquels s’ajoutent 20 000 livres pour son « entretenement », les gages de conseiller d’État et les revenus de la Surintendance des eaux minérales. 
Claude-Jean-Baptiste Dodart meurt à Paris, le 25 novembre 1730.

### Descendance
Le lundi 29 décembre 1692 nait Marie-Agathe, baptisée le lendemain à l'église Saint-Germain-l'Auxerrois. Elle se marie ensuite au docteur Claude Burlet,. Claude Burlet est Premier Médecin à la cour du Roi d'Espagne. Le 26 novembre 1707, à la mort de Denis Dodart, il lui succède comme Pensionnaire-Botaniste de l'Académie des sciences. Mais préférant conserver sa place de Premier Médecin du roi d'Espagne, sa place est déclarée vacante le 18 janvier 1708. Il écrit à Claude-Jean-Baptiste Madrid en 1714, alors que Burlet se préoccupe de la santé de la reine d'Espagne. Il devient ensuite Premier Médecin des enfants de France et notamment soigne avec Dodart le jeune Louis XV par une purgation le 1er août 1721. Ils demeurent au Grand-Communs à Versailles. Claude Burlet meurt avant août 1731. Marie-Agathe épouse en secondes noces en juillet 1730  Thomas Claude Chappelain de Fontenailles, chevalier des Épinais et neveu du commandant de la Grande Écurie du Roi. Il est maître de camps de cavalerie en janvier 1751.

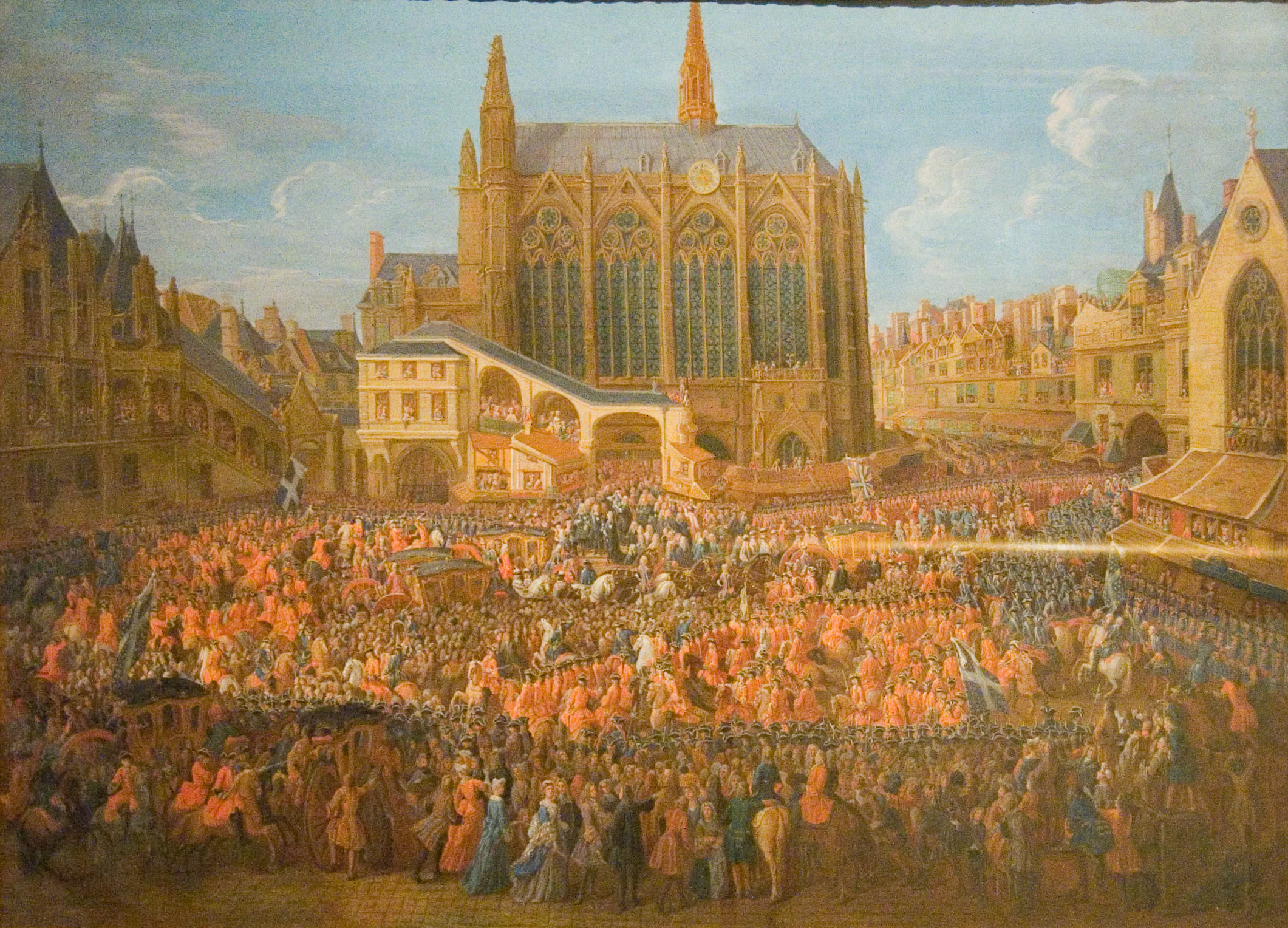
Les Dodart sont pendant plusieurs générations conseillers au Parlement de Paris - Louis XV sortant du lit de justice tenu au parlement le 12 septembre 1715, Pierre-Denis Martin, musée Carnavalet

En 1698 Jean-Baptiste Dodart donne naissance à un fils, qu'il nomme Denis comme son grand-père. Denis le Jeune devient à 30 ans conseiller au Grand Châtelet de Paris, puis en 1722 conseiller au Parlement de Paris,. Le Conseil d'État le nomme maître des requêtes de l'Hôtel du Roi le 25 avril de la même année, pour « Procéder à la Vérification, Réduction & Liquidation des Effets présenté au Vifa [sic] ». Cet arrêt s'inscrit dans la lutte de la Couronne pour réduire la dette de l'État. Il sera ensuite lui-même conseiller d'État. De 1728 à 1767 il est Intendant du Berry, de la généralité de Bourges,,. Denis Dodart meurt le 1er octobre 1775. Il maintient une correspondance épistolaire avec Montesquieu. Il contribue à l'Encyclopédie de Denis Diderot.
Le dix-sept novembre 1715 est baptisé à la paroisse Saint-Roch un deuxième fils, Antoine Salomon. Il meurt le jeudi 2 août 1731, à 16 ans, et est inhumé au cimetière de église Saint-Étienne-du-Mont.
Un troisième fils, Claude-Marie, qui réside à Bourges d'abord en 1749 comme lieutenant au régiment des carabiniers, avec 1 000 livres de pension, puis vers 1761 comme capitaine. Il a cinq enfants. Il meurt en 1773.
Une seconde fille, Anne-Séraphise, mariée à Pierre Dureclaux de La Valette, médecin ordinaire du roi, lequel meurt en 1761.
Marguerite-Angélique Dodart, sœur de Claude-Jean-Baptiste, devient veuve de Guillaume Homberg en 1715. Elle a alors 48 ans, et est peut-être sans enfants, s'étant mariée sur le tard, après la mort de leur père Denis Dodart. Elle habite dans l'ancienne maison de la famille Dodart, rue Sainte-Croix-de-la-Bretonnerie, près de l'hôtel particulier du fermier général Romans. Du 29 juillet au 13 août 1782 est mis en vente une fabuleuse bibliothèque dans cette rue, « vis-à-vis de la rue Bourtibourg », sans doute celle des Dodart.